# Donjon de Maurepas
Le donjon de Maurepas est le dernier vestige d'un ancien château fort, de nos jours en ruines, qui se dresse sur la commune française de Maurepas dans le département des Yvelines, en région Île-de-France.
Le donjon est inscrit aux monuments historiques.

## Localisation
Le donjon est bâti au bord est du plateau d'Yveline, en léger surplomb sur la dépression formée par le début de la vallée de la Mauldre, sur la commune de Maurepas dans le département français des Yvelines.

## Historique

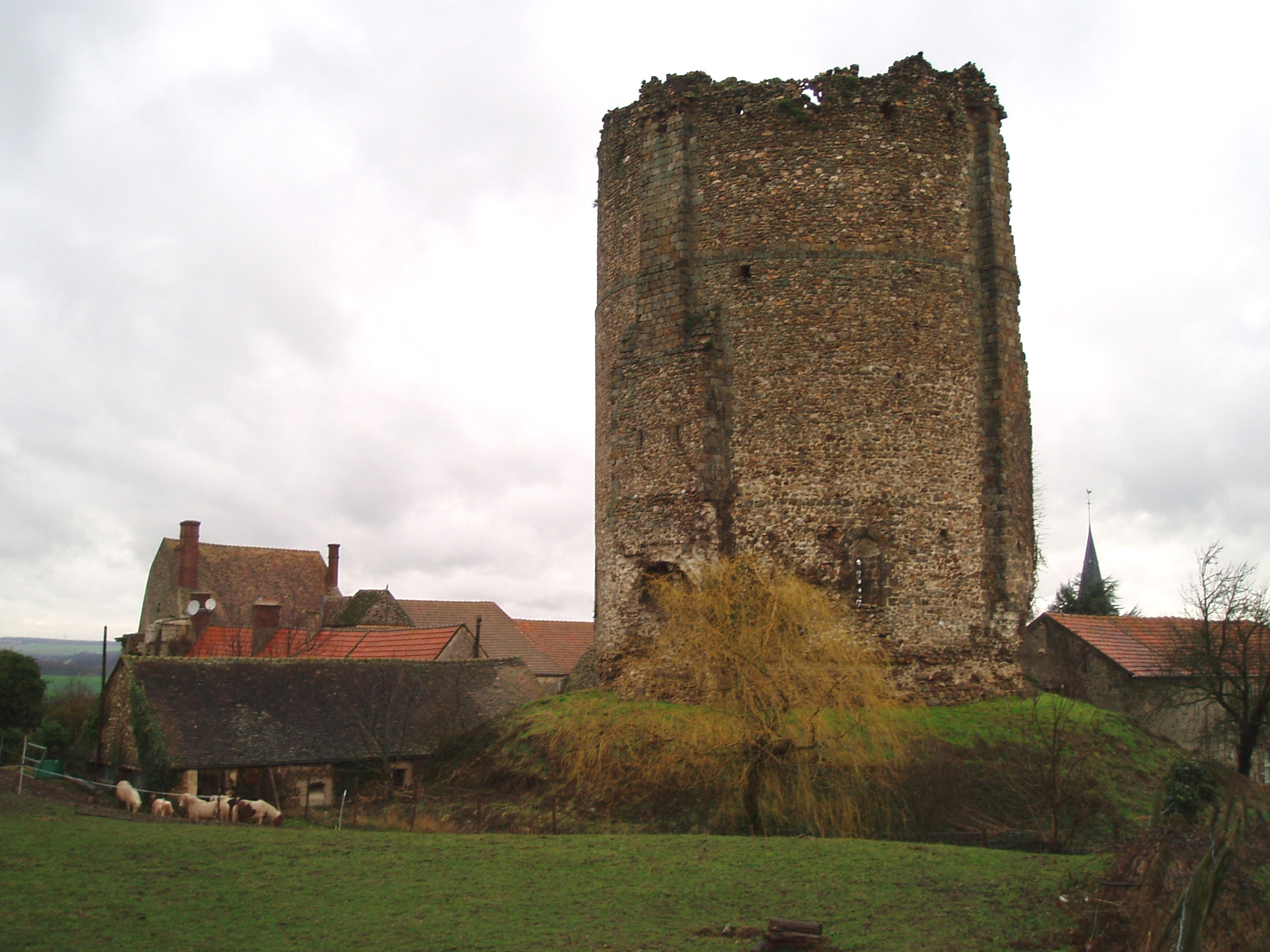
Le donjon de Maurepas.

Depuis le XVIIe siècle[Quoi ?], le village de Maurepas (anciennement orthographié Malrepast) appartenait à l'abbaye de Saint-Denis. Face aux invasions des Normands, le domaine est abandonné aux seigneurs de Chevreuse ; le château a été donné à la famille de Malrepast. Un donjon en bois a été remplacé par un château fort.
Pendant la guerre de Cent Ans, les seigneurs de Malrepast abandonnent le château ; il a ensuite été utilisé comme repaire d'une bande de pillards. En 1425, les Anglais capturèrent et pendirent tous les occupants du château.
Le château a ensuite été occupé par Aymon de Massy.
En 1432, les Anglais conquièrent la région et démantèlent le château.
Après la guerre, le domaine de Maurepas est restitué à la famille de Chevreuse, mais le château est resté une ruine.
Aujourd'hui, seul le donjon cylindrique bâti au XIIe siècle, haut de 20 mètres, reste sur une faible motte castrale. Une ferme se penche[Quoi ?] sur les ruines.

## Protection aux monuments historiques
Le donjon est inscrit aux monuments historiques par arrêté du 19 juillet 1926.